# C/1877 R1
Komet Coggia ali C/1877 R1 je neperiodični komet, ki ga je 14. septembra 1877 odkril francoski astronom Jérôme Eugène Coggia (1849 – 1919) v Marseillu, Francija.

## Lastnosti
Njegova tirnica je bila parabolična. Soncu se je najbolj približal 11. septembra 1877 , 
ko je bil na razdalji okoli 1,6 a.e. od Sonca. Komet je bil odkrit s prostim očesom.